# Meriania amischophylla
Meriania amischophylla är en tvåhjärtbladig växtart som beskrevs av John Julius Wurdack. Meriania amischophylla ingår i släktet Meriania och familjen Melastomataceae. Inga underarter finns listade i Catalogue of Life.